# Alkarama
Pour les articles homonymes, voir Al Karama.
La Fondation Alkarama (en arabe : الكرامة لحقوق الإنسان / al-karāmah li-ḥuqūq al-’insān ; en français : « dignité ») est une organisation non gouvernementale de défense des droits de l'homme basée à Genève et créée en 2004 pour soutenir tous les individus, dans le monde arabe, soumis ou à risque d'exécution sommaire, de disparition forcée, de torture ou de détention arbitraire. Œuvrant « pour un monde arabe où tous les individus vivent libres, dans la dignité, et protégés par un état de droit », Alkarama utilise les mécanismes du droit international pour dénoncer les violations des droits de l'homme dans les pays arabes.
Alkarama s'est enregistrée en 2007 en tant que fondation de droit suisse soumise au contrôle de l'autorité suisse de surveillance fédérale des fondations.
La fondation est accusée par les Émirats arabes unis de liens avec le terrorisme. Par ailleurs, un ex-membre de la fondation, le Qatarien Abdulrahman Al Nuaimi est sur la liste de l’ONU des personnes sanctionnées pour ses liens avec Al-Qaida. Les accusations viennent aussi de l'Arabie saoudite, une monarchie du Golfe concernée par les actions d'Alkarama et en conflit avec le Qatar,,.